# Cheick Modibo Diarra
Cheick Modibo Diarra (ur. 21 kwietnia 1952 w Nioro du Sahel) – malijski astrofizyk i polityk. Badacz NASA w latach 1989–2002, prezes afrykańskiego oddziału Microsoft w latach 2006–2011. Premier rządu tymczasowego od 17 kwietnia do 11 grudnia 2012. 

## Życiorys
Cheick Modibo Diarra urodził się w 1952 w Nioro du Sahel, gdzie dorastał i w 1960 podjął pierwszą naukę. W 1969 ukończył szkołę średnią w Ségou. Następnie kształcił się w technikum w Bamako (1962–1972). Od 1972 do 1974 uczęszczał na kursy przygotowawcze w College of Cachan w Paryżu. W latach 1974–1976 studiował na Uniwersytecie Piotra i Marii Curie, na którym ukończył matematykę, fizykę i mechanikę analityczną (licencjat). W 1977 rozpoczął na tej uczelni studia magisterskie z mechaniki, które kontynuował następnie na Howard University w Stanach Zjednoczonych, gdzie w 1981 ukończył astronautykę, a w 1987 doktoryzował się w inżynierii mechanicznej i astronautyce. W latach 1984-1989 był asystentem w School of Engineers na Howard University. 
W lipcu 1989 rozpoczął pracę w Jet Propulsion Laboratory, laboratorium badawczym NASA, którą kontynuował do czerwca 2002. Pełniąc funkcję międzyplanetarnego nawigatora, pracował przy pięciu misjach badawczych: misji sondy Magellan na Wenus, sondy Ulysses w kierunku Słońca, misji sondy Galileo na Jowisza oraz marsjańskich misjach Mars Observer i Mars Pathfinder. W 1999 założył Pathfinder Foundation, wspierającą młode kobiety w zakresie edukacji i rozwoju naukowego. 
W latach 2002–2003 był szefem zarządu uniwersytetu African Virtual University z siedzibą w Nairobi. Od 2003 do 2006 przebywał w Mali, prowadząc w Ségou własne gospodarstwo. W styczniu 2006 objął stanowisko prezesa afrykańskiego oddziału Microsoft Corporation, które zajmował do grudnia 2011. Został również ambasadorem dobrej woli UNESCO ds. nauki, technologii i przedsiębiorczości (1998) oraz ambasadorem dobrej woli Islamskiej Organizacji ds. Edukacji, Nauki i Kultury (ISESCO). Był członkiem Afrykańskiego Wysokiego Panelu ds. Biotechnologii, przewodniczącym Afrykańskiego Szczytu ds. Nauki i Nowych Technologii (SASNET) oraz wiceprzewodniczącym Światowej Komisji ds. Etyki Wiedzy Naukowej i Technologii (COMEST) przy ONZ. 
Za swoją działalność naukową został w 1998 uhonorowany nagrodą African Lifetime Achievement Award. Został również odznaczony kilkoma orderami państwowymi, w tym gabońskim Ordre de l’Éducation nationale, senegalskim Narodowym Orderem Lwa, malijskim Orderem Narodowym, iworyjskim Ordre du Mérite National oraz burkińskiego Ordre du Mérite des arts des lettres et de la communication. 
Po zakończeniu pracy w Microsoft zaangażował się w działalność polityczną. Na początku marca 2012 założył własne ugrupowanie polityczne Zgromadzenie na rzecz Rozwoju Mali (Rassemblement pour le Développement du Mali, RPDM), planując start w wyborach prezydenckich przewidzianych na 29 kwietnia 2012. Przygotowania do wyborów przerwał jednak zamach stanu dokonany przez juntę wojskową 21 marca 2012, która przejęła rządy w kraju. Wojsko przekazało władzę ponownie na ręce cywilnej administracji dopiero na mocy porozumienia podpisanego w kwietniu 2012. Zgodnie z jego warunkami, tymczasowym prezydentem Mali został Dioncounda Traoré, a w kraju miał zostać utworzony tymczasowy rząd jedności narodowej oraz zorganizowane wybory prezydenckie. 17 kwietnia 2012 Diarra został mianowany na stanowisko premiera rządu tymczasowego. 
11 grudnia 2012 został, na polecenie Amadou Sanogo, aresztowany i przewieziony do bazy wojskowej. Po kilku godzinach wystąpił w programie telewizyjnym, w którym ogłosił rezygnację ze stanowiska premiera i dymisję swojego rządu.